# ColdFusion
ColdFusion é uma plataforma de desenvolvimento Web proprietária da Adobe Systems. O ColdFusion utiliza da linguagem CFML para o desenvolvimento de aplicações e páginas dinâmicas. A plataforma ColdFusion oferece integração nativa com plataforma Adobe Flash e seus derivados Flex e Adobe AIR.
A Adobe detém direitos sobre o termo ColdFusion Server, porém existem outros servidores de aplicação que interpretam a linguagem CFML.

## Conceituação
O acrônimo CFML significa ColdFusion Markup Language. É uma linguagem baseada em tags que, por ser similar à linguagem HTML (também baseada em tags), apresenta uma boa curva de aprendizagem em comparação com outras linguagens tais como ASP e PHP. Sendo esta a razão principal pela adoção da linguagem e do produto por profissionais da Web, sendo que muitos a adotam como sua primeira linguagem de programação para Internet.
Por ser suportado primordialmente pela Adobe Systems (veja histórico), o ColdFusion Server oferece boa interoperabilidade com outros produtos da mesma empresa, tais como Flash, Dreamweaver entre outros, sendo também uma escolha comum para aqueles que trabalham com estas tecnologias.

## Histórico
A linguagem e o servidor ColdFusion foram criados em 1995 pelos irmãos JJ e Jeremy Allaire, fundadores da empresa Allaire, adquirida em 2001 pela Macromedia, que por sua vez, em 2005, foi adquirida pela Adobe, empresa que agora mantém o ColdFusion Server. Com a aquisição da Allaire pela Macromedia, o ColdFusion foi totalmente reescrito, tornando-se um servidor J2EE (Java) certificado pela Sun. A primeira versão baseada em Java foi a MX 6.0, codinome Neo.
Com o lançamento da versão 4.5, o nome do produto deixou de ser grafado de forma separada (Cold Fusion), e passou a ser simplesmente ColdFusion. Esta mudança na grafia causa grande confusão entre usuários, especialmente no tocante à buscas por artigos e referências na Internet, que frequentemente são confundidas com o termo Fusão a Frio da física.
A versão 10 foi lançada em 15 de maio de 2012. Essa nova versão inclui, além de aperfeiçoamentos de performance e segurança, suporte à web sockets e outros recursos de HTML5, integração com Tomcat, aperfeiçoamentos na linguagem (closures, construtores, etc), entre outros. Esta versão também trouxe download e instalação de atualizações automáticas pela página de administração.
A versão atual é a 11, lançada em setembro de 2014 que trouxe além das melhorias comuns nas atualizações de versão, funções nativas para aplicações 'end-to-end mobile'.

## O servidor de aplicações
Para o ColdFusion Server da Adobe Systems, existem três versões do ColdFusion Server: Developer, Standard e Enterprise. Todas possuem suporte à CFML e diferem-se em recursos extras, tais como as buscas Verity e recursos como sandbox security. A versão Developer é gratuita e tem as mesmas funcionalidades da versão Enterprise, porém limitado a responder requisições oriundas da própria máquina onde está instalado e um IP adicional da mesma rede (totalizando no máximo dois clientes).
Outras empresas oferecem alternativas ao produto da Adobe, uma vez que a linguagem CFML não é proprietária. Os mais conhecidos são:
- BlueDragon
- Coral
- Railo (Opensource)
- Smith (Opensource)

## A linguagem de programação CFML (exemplos)
```
<!-- Esse texto é apenas um comentário no ColdFusion --->

<
cfquery
 
name
=
"NomeDaQuery"
 
datasource
=
"NomeConexao"
>

 SELECT
   campo1,
   campo2
 FROM
   tabela
 WHERE
   campo1 = 
<
cfqueryparam
 
cfsqltype
=
"cf_sql_varchar"
 
value
=
"oquevcquiser"
>

</
cfquery
>

<cfoutput query="NomeDaQuery">

#
 
NomeDaQuery.campo1
#
 - 
#
NomeDaQuery.campo2
#

</cfoutput>

<!-- OU --->

<cfoutput>

 
<cfloop
 
query
=
"NomeDaQuery"
>

#
 
NomeDaQuery.campo1
#
 - 
#
NomeDaQuery.campo2
#

 
</cfloop>

</cfoutput>

<!-- Variáveis --->

<cfset
 
minhaVariavel
 
=
 
2
>

<cfset
 
minhaVariavel2
 
=
 
variables
.
minhaVariavel
>

<!-- Estruturas de condição --->

<cfif
 
variables
.
minhaVariavel
 
GT
 
2
>

 É maior que 2

<cfelseif
 
variables
.
minhaVariavel
 
LT
 
2
>

 É menor que 2

<cfelse>

 É igual a 2

</cfif>

<!-- Arrays --->

<cfset
 
frutas
 
=
 
ArrayNew
(
1
)
>

<cfset
 
frutas
[
1
]
 
=
 
"laranja"
>

<cfset
 
frutas
[
2
]
 
=
 
"abacaxi"
>

<cfset
 
frutas
[
3
]
 
=
 
"banana"
>

<cfset
 
frutas
[
4
]
 
=
 
"maçã"
>

<!-- OU --->

<cfscript>

 
frutas
 
=
 
ArrayNew
(
1
);

 
ArrayAppend
(
variables
.
frutas
,
 
'uva'
);

 
ArrayAppend
(
variables
.
frutas
,
 
'morango'
);

 
ArrayAppend
(
variables
.
frutas
,
 
'mamão'
);

 
ArrayAppend
(
variables
.
frutas
,
 
'manga'
);

</cfscript>

<!-- OU --->

<cfset
 
frutas
 
=
 
[
'figo'
,
'abacate'
,
'ameixa'
,
'caju'
]
>
 
<!--Array in-line (Suportado apenas na versão 8)--->

<cfdump
 
var
=
"
#variables.frutas#
"
>
 
<!-- dump do array --->

<cfoutput>

 
<!-- Loops --->

 
<cfloop
 
array
=
"
#variables.frutas#
"
 
index
=
"i"
>

#
 
variables
.
i
#

 
</cfloop>

 
<!-- // --->

 
<cfloop
 
from
=
"1"
 
to
=
"
#ArrayLen(variables.frutas)#
"
 
index
=
"i"
>

#
 
variables
.
frutas
[
i
]#

 
</cfloop>

 
<!-- loop 1 a 100 --->

 
<cfloop
 
from
=
"1"
 
to
=
"100"
 
index
=
"i"
>

#
 
variables
.
i
#

 
</cfloop>

 
<!-- loop 100 a 1 --->

 
<cfloop
 
from
=
"100"
 
to
=
"1"
 
index
=
"i"
 
step
=
"-1"
>

#
 
variables
.
i
#

 
</cfloop>

</cfoutput>

```